# Phellinus rimosus
Phellinus rimosus är en svampart som först beskrevs av Miles Joseph Berkeley, och fick sitt nu gällande namn av Albert Pilát 1940. Phellinus rimosus ingår i släktet Phellinus och familjen Hymenochaetaceae.   Inga underarter finns listade i Catalogue of Life.